# 甲基仲丁基醚
2-甲氧基丁烷（英語：2-methoxybutane），也称为甲基仲丁基醚（英語：methyl sec-butyl ether），简称甲仲丁醚，是一种醚类有机化合物，结构简式CH3OCH(CH3)CH2CH3，常温常压下为无色液体，沸点57℃。